# 대전원평초등학교
대전원평초등학교는 대한민국 대전광역시 중구 유천동에 있는 공립 초등학교이다.

## 학교 연혁
- 1991년 3월 25일 대전원평초등학교 설립인가
- 1993년 3월 1일 대전원평초등학교 개교(1-5학년 18학급)
- 2010년 12월 17일 다목적 강당 개관
- 2011년 11월 14일 교실수업개선 시범학교 운영보고
- 2012년 9월 8일 교실 대수선 공사 완공
- 2013년 12월 31일 인성교육브랜드 우수학교 표창
- 2014년 12월 31일 영어 교육활동 최우수학교 선정 표창
- 2015년 2월 16일 제21회 68명 졸업(졸업생 누계 2,078명)
- 2015년 3월 1일 1~6학년 21학급 편성

## 참고 자료
- 대전원평초등학교 - 한국교육학술정보원 학교알리미